# Opel Meriva
Opel Meriva es un monovolumen del segmento B desarrollado por el fabricante de automóviles alemán Opel. Es un cinco plazas con carrocería de cinco puertas, motor delantero transversal y tracción delantera. Sus principales rivales son los Fiat 500L, Nissan Note, y Citroën C3 Picasso. En América Latina, el Meriva se vende bajo la marca Chevrolet, a excepción de Chile y México donde la Meriva llega directamente importada por Opel. En el Reino Unido bajo la marca Vauxhall. Actualmente es reconocida como monovolumen compacto cuyas estadísticas revelan que se encuentra sosteníblemente por debajo de la media en averías y por tanto como el mejor monovolumen.

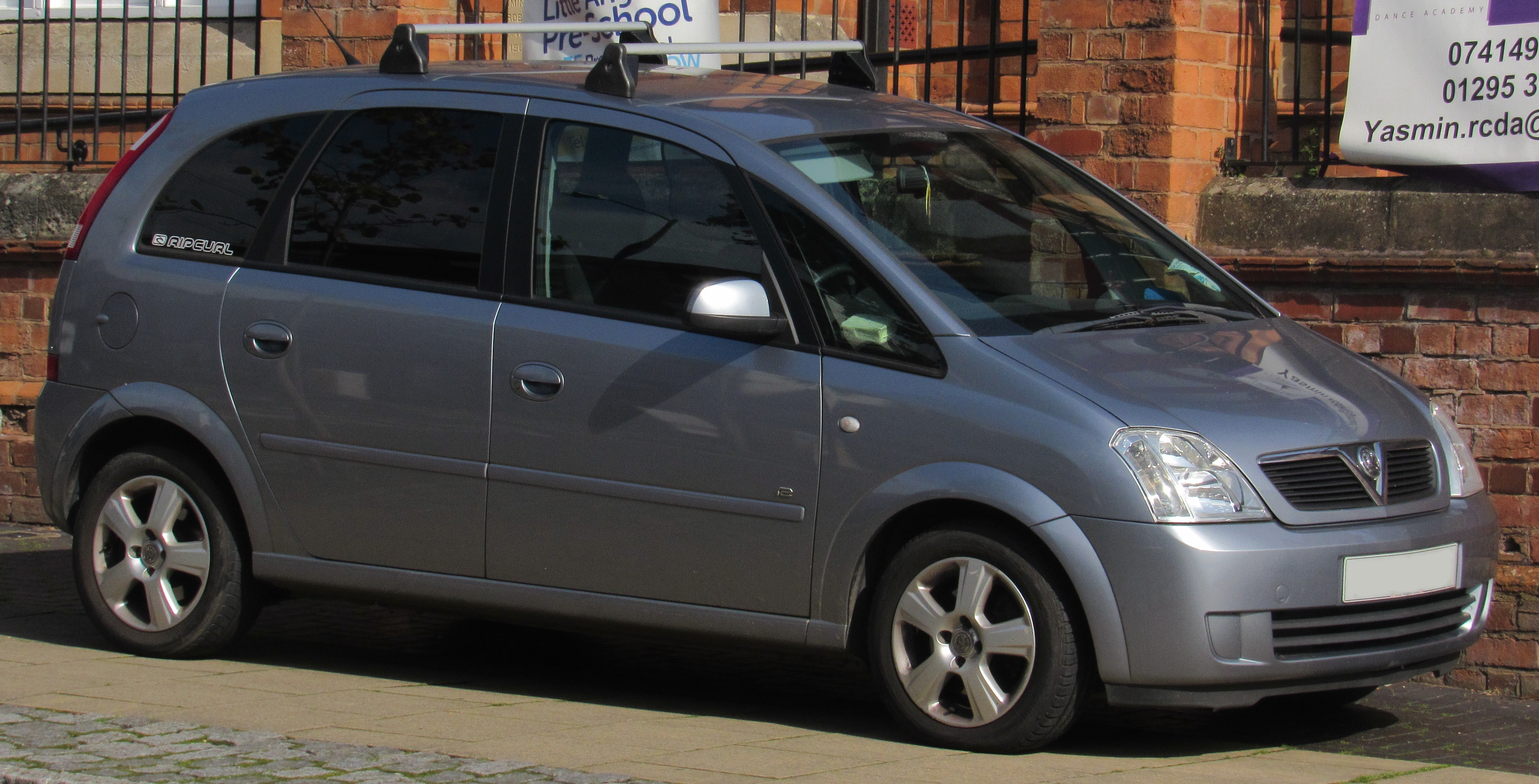
Primera generación del Vauxhall Meriva
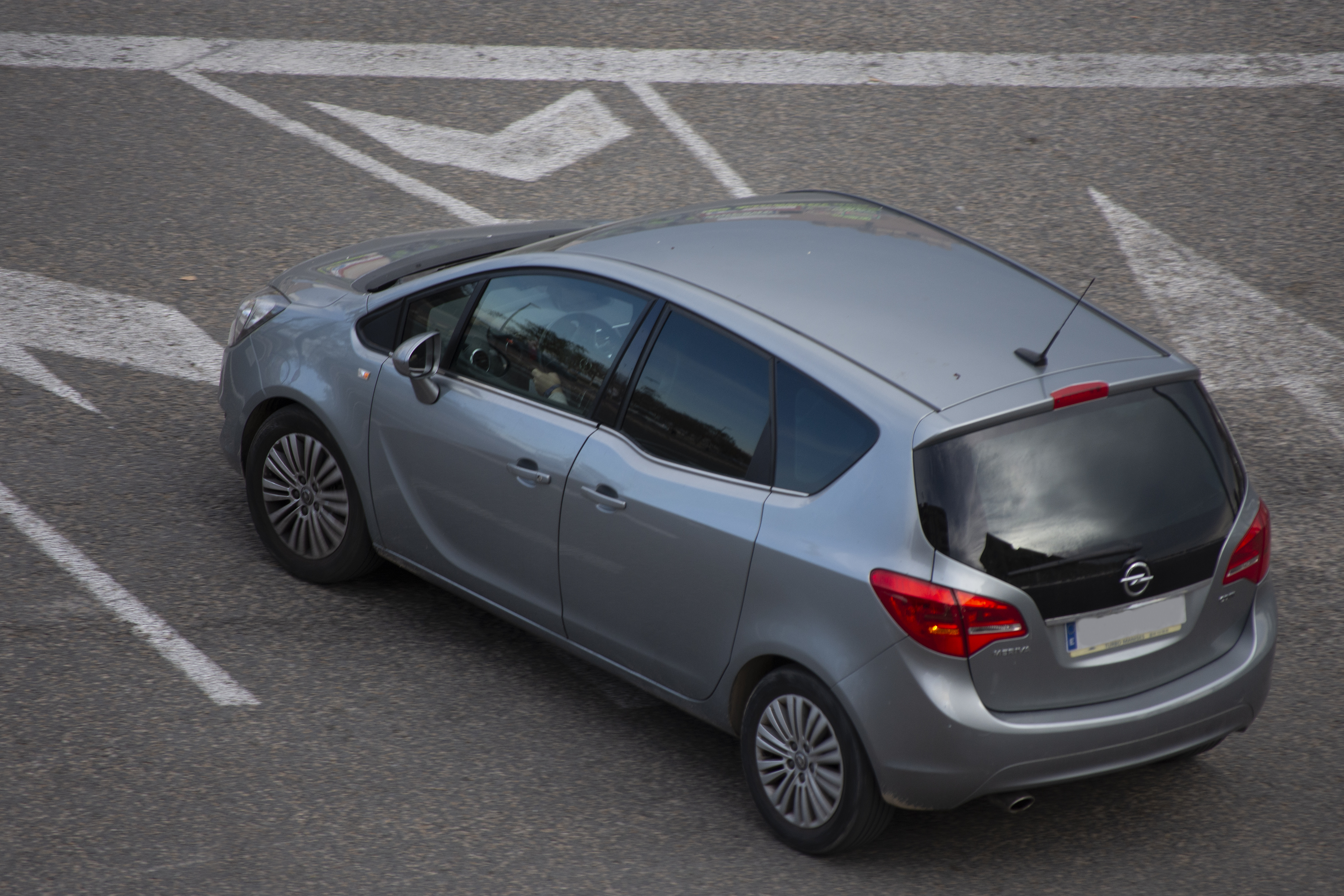
Segunda generación (Meriva B) vista trasera

## Meriva A (2003-2010)
La primera generación de Meriva (Meriva A) se fabricó desde agosto de 2003 hasta agosto de 2010 en São Caetano do Sul, Brasil para los mercados de América Latina, y desde finales de 2003 hasta 2010 en Figueruelas, España para Europa. En México, para los modelos de 2004 a 2006, la Meriva fue importada de Brasil. Sin embargo, los modelos 2007 y 2008 se importaron directamente de Alemania con motor 1.8 de 16V hecho en España. Estos últimos ofrecieron algunas variantes de equipamiento comparados con sus antecesores brasileñas: Motor de 16V, compartimiento trasero completamente plano, rediseño frontal, moldura trasera cromada, apertura de puerta trasera con botón eléctrico, algunas versiones con Easytronic, rin 15" entre otros detalles. Usaba la plataforma y algunos motores del Opel Corsa C y Opel Zafira A. Razón por la que muchas refacciones se localizan con códigos de esta última bajo las marcas Opel, Vauxhall, Delco o Chevrolet.  
En algunos niveles de equipamiento, los asientos traseros podían desplazarse longitudinalmente para aumentar el espacio del maletero o de las plazas traseras. A su vez, el asiento central puede plegarse y los laterales pueden centrarse, lo que aumentaba la distancia entre los pasajeros y las puertas y por lo tanto mejoraba la seguridad en choques laterales.

### Motorizaciones
En Europa, la gama de motores se componía de cuatro motores gasolina y dos Diesel, todos ellos de cuatro cilindros en línea. Los gasolina eran un 1.0 litros de 90 CV de potencia máxima, un 1.6 litros de 87 o 101 CV (luego 105 CV), un 1.8 litros de 125 CV, y un 1.6 litros con turbocompresor e intercooler de 192 CV siendo este el último de la generación 2012. Todos ellos tienen inyección indirecta y cuatro válvulas por cilindro, salvo el 1.6 litros de 87 CV, que tiene dos. El 1.6 litros de 192 CV estaba asociado al nivel de equipamiento OPC, que se distingue de los demás por una estética diferenciada en paragolpes, molduras cromadas en ventanillas,estribos, llantas, butacas, calandra, faros y escapes.
Los Diesel son un 1.3 litros de 69 CV (luego 75 CV) de origen Fiat, y un 1.7 litros en variantes de 75, 100 y 125 CV. Todos tienen inyección directa common-rail, intercooler y cuatro válvulas por cilindro, salvo el 1.7 litros de 75 CV, que tiene inyección directa tradicional. Los 1.7 litros de 100 y 125 CV tienen turbocompresor de geometría variable, y el resto turbocompresor de geometría fija. Según el motor, se ofrecen cajas de cambios manuales de cinco y seis marchas, y automáticas de cinco marchas.
En América Latina, además del Diesel 1.7 litros de 75 CV, se ofrece 2 variedades de gasolina, de 1.8 litros de 16 válvulas y 2.5 con turbocompresor con cuatro válvulas por cilindro que desarrollan 102 y 220 CV de potencia máxima respectivamente. En el mercado brasileño, el 1.8 8V pasó a ofrecerse a fines de 2003 con tecnología bicombustible gasolina/etanol, que alcanza los 105 CV de potencia máxima con E25 y 109 CV con E100 (112 y 114 CV desde fines de 2005).

### Colores Disponibles al Mercado
De 2003 a 2006 disponibles con los colores: Blanco Malher, Gris Coral, Verde Olivo, y Beige Nevolo, 2007 a 2009 con los colores Negro Destello, Rojo Lira, Plata Polaris, Azul Cielo, Gris Celeste, Azul Marino y Dorado, 2010 a 2012 con los colores: Beige Nevado (Versión 2.5 con turbocompresor), Vino Tinto, y Gris Metálico, aunque en algunos países como México y Argentina se podían utilizar colores de versiones anteriores o superiores en años de diferente edición.

## Meriva B (2010-2017)
La segunda generación de Meriva (Meriva B) se presentó como prototipo en el Salón del Automóvil de Ginebra de 2008 y la versión de producción en el Salón de Ginebra de 2010. El modelo se puso a la venta a mediados de ese año.
Las puertas laterales traseras serían de apertura pivotante inversa, manteniendo el pilar B a diferencia del Mazda RX-8 y el Rolls Royce Phantom que usaban este mismo sistema. Usa la misma plataforma del Corsa D y el Fiat Grande Punto. Es un diseño semejante al de los actuales Opel Insignia y Opel Astra J.
Los motores gasolina son un cuatro cilindros atmosférico de 1,4 litros y 100 CV, y un cuatro cilindros turboalimentado de 1,4 litros, disponible en variantes de 120 y 140 CV. Los Diesel son todos cuatro cilindros con turbocompresor. Originalmente se ofrecía un 1,2 litros de 75 o 95 CV, y un 1,7 litros de 100, 110 y 130 CV. Luego se sustituyeron por un 1,6 litros en variantes de 95, 110 y 136 CV.